# Jean Germain Drouais

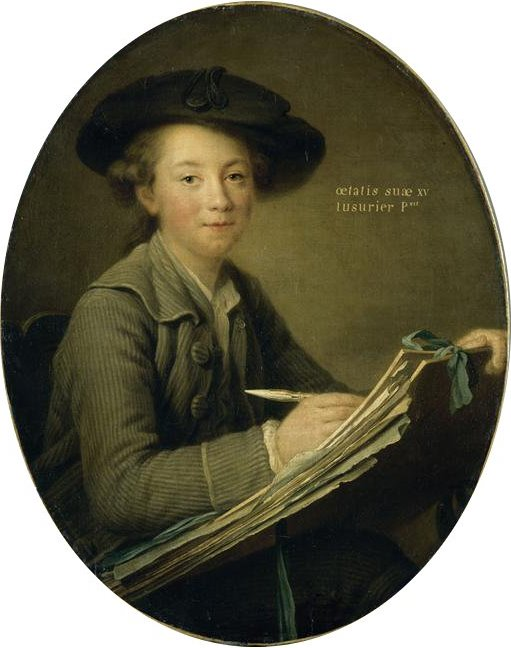
Retrato de Drouais, de Catherine Lusurier (c.1778)

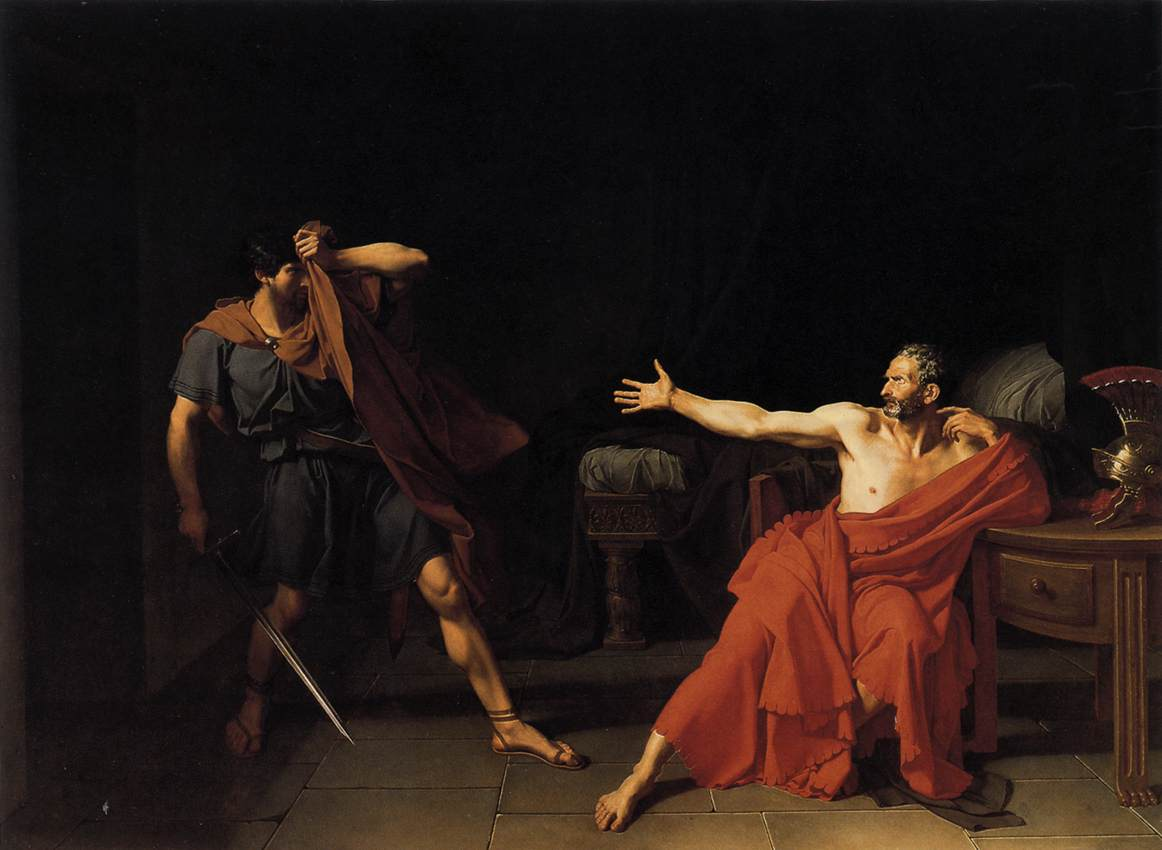
Jean Germain Drouais, Mario en Minturno, 1786, óleo sobre lienzo, 271 cm x 365 cm. Louvre

Jean-Germain Drouais (pronunciación en francés: /ʒɑ̃ ʒɛʁmɛ̃ dʁwɛ/; 25 de noviembre de 1763 -13 de febrero de 1788), pintor histórico francés, nacido en París. Su padre, François-Hubert Drouais, y su abuelo, Hubert Drouais, fueron retratistas famosos. De su padre recibió su primera instrucción artística.

## Primeros años
Posteriormente fue confiado al prestigioso profesor Brenet, aunque los cuadros de Drouais no alcanzaron tanta calidad. En 1780, Jacques-Louis David, que acababa de regresar de Roma, abrió una escuela de pintura en París, y Drouais fue uno de sus primeros y más prometedores alumnos. Adoptó el estilo clásico de su maestro y dedicó buena parte de su actividad nocturna a diseñar. Se decía que no abandonaba su estadio durante semanas.

## Carrera
En 1783 fue admitido a la competencia por el gran premio de pintura ofrecido por la Academia, cuyo tema era La viuda de Naín. Sin embargo, tras  inspeccionar las obras de sus contrincantes, perdió la esperanza y destruyó su propio lienzo, pero lo consoló que su maestro David le asegurase que no lo había hecho mal y que hubiera ganado el premio. Esto se hizo más evidente cuando finalmente, tras retirar Drouais su trabajo, no se otorgó ningún primer premio en 1783. Al año siguiente obtuvo un éxito triunfal: su Mujer de Canaán a los pies de Cristo obtuvo el premio y fue comparada por críticos competentes con las obras de Poussin. Sus compañeros de estudios lo llevaron a hombros por las calles hasta la casa de su madre, y luego se encontró un lugar para su cuadro en el Louvre. Su éxito alimentó aún más sus ansias de perfeccionarse, y acompañó a David a Roma, donde trabajó incluso más asiduamente que en París. Estuvo fuertemente influenciado por los restos del arte antiguo y por las obras de Rafael. Goethe, que estaba en Roma en el momento en que se terminó, registró la profunda impresión causada por el Mario en Minturno de Drouais, que caracteriza como superior en algunos aspectos a la obra de David, su maestro. El último cuadro que completó fue su Filoctetes en la isla de Lemnos .

## Muerte
Drouais murió en 1788 en Roma. Tras su muerte, sus compañeros de estudios erigieron un monumento en su memoria en la iglesia de Santa María en la Via Lata .